# Touch (rivier)
De Touch is een Zuid-Franse rivier.

## Bron en loop
De Touch heeft een lengte van 75 km en stroomt in het departement Haute-Garonne. De rivier ontspringt bij Lilhac en vloeit bij Blagnac, ten noorden van Toulouse, in de linkeroever van de Garonne.

## Plaatsen aan de Touch
Casties-Labrande, Fonsorbes, Labastide-Paumès, Labastidette, Colomiers, Blagnac, Saint-Frajou, Plaisance-du-Touch, Polastron, Pouy-de-Touges, Muret, Lamasquère, Rieumes, Montastruc-Savès, Saint-Araille, Saint-Clar-de-Rivière, Lilhac, Cazac, Savères, Seysses, Toulouse, Tournefeuille, Salerm, Poucharramet, Saint-Lys, Fabas, Lherm, Longages, Lautignac, Saint-André, Sénarens, Labastide-Clermont, Berat.

## Zijrivieren van de Touch
- Ousseau : 26,2 km, rechteroever
- Petite Nère : linkeroever
- Saverette : 9,6 km, linkeroever
- Ruisseau de Sainte-Marie : linkeroever
- Bure of Garenne of Lardou : 13 km, linkeroever
- Saudrune : 16,3 km, linkeroever
- Galage of Aiguebelle : 163 km, linkeroever
- Aiguelongue : 6 km, linkeroever